# دم بيل دون دلي ريتش العليا (مارغون)
دم بیل دون دلي ریتش العلیا (بالفارسية: دم بیل دون دلی ریچ علیا) هي قرية تقع في إيران في قسم مارغون الريفي. يقدر عدد سكانها بـ 43 نسمة بحسب إحصاء 2016.